# Фрейзер Ейрд
Фрейзер Ейрд (англ. Fraser Aird, нар. 2 лютого 1995, Торонто) — шотландський та канадський футболіст, півзахисник клубу «Фолкерк».
Виступав, зокрема, за клуб «Рейнджерс», а також національну збірну Канади.

## Клубна кар'єра
Батьки Фрейзера шотландці та іммігрували з Шотландії до Канаду у 1987 році. Ейрд народився 2 лютого 1995 року в місті Торонто.
У 16 років Фрейзер приєднався до молодіжного складу шотландського «Рейнджерса». У 2012 році в матчі проти «Монтроза» він дебютував у Третьому дивізіоні Шотландії. 29 грудня у поєдинку проти «Квінз Парк» Фрейзер забив свій перший гол за «Рейнджерс». Всього в команді провів чотири сезони, взявши участь у 62 матчах чемпіонату і допоміг клубу вийти з четвертого дивізіону Шотландії до вищого.
На початку 2016 року Ейрд на правах оренди перейшов в «Ванкувер Вайткепс». 6 березня у матчі проти «Монреаль Імпакт» він дебютував у MLS.
У січні 2017 року Фрейзер підписав до кінця сезону контракт з клубом шотландського чемпіоншипа «Фолкерком». 28 січня в матчі проти «Сент-Міррена» він дебютував за нову команду. 11 березня в поєдинку проти «Ейр Юнайтед» Ейрд забив свій перший гол за «Фолкерк». У травні контракт закінчився і Ейрд став вільним агентом.

## Виступи за збірні
Ейрд був частиною юнацької збірної Канади до 15 років і в 2010 році зіграв у товариському матчі проти збірної США.
Після переїзду до Шотландії, країни його батьків, Ейрд дебютував у збірній Шотландії до 17 років в товариському міжнародному турнірі в серпні 2011 року. У 2012 році він дебютував у офіційних матчах у відбірковому турнірі до юнацького Євро проти Македонії. У своїй останній грі за збірну до 17 років він забив гол у ворота проти Данії.
У 2013 році був названий в попередньому списку канадської збірної на Золотий кубок КОНКАКАФ 2013 року в США, однак Ейрд відхилив виклик до збірної, а пізніше в тому ж році представляв юнацьку збірну Шотландії до 19 років і зіграв двічі в товариських матчах, забивши дубль в матчі зі Швейцарією (4:2).
У квітні 2014 року повідомлялося, що Ейрд вирішив виступати за Канаду і був викликаний на товариські матчі проти Болгарії і Молдови в Австрії в наступному місяці. Проте пізніше гравець спростував інформацію на своїй сторінці у Twitter, заявивши, що він як і раніше в нерішучості щодо свого майбутнього. Проте у травні 2014 року Ейрд вступив в тренувальний табір у Флориді з канадської командою до 20 років в рамках підготовки до чемпіонату КОНКАКАФ (U-20) 2015.
28 вересня 2015 року було повідомлено, що Ейрд викликаний до збірної Канади на товариський матч проти збірної Гани. 14 жовтня 2015 року в товариському матчі проти збірної Гани Фрейзер дебютував за збірну Канади, замінивши у другому таймі Карла Уйметта. 22 березня 2017 року в поєдинку проти збірної Шотландії він забив свій перший гол за національну команду.
У складі збірної був учасником розіграшу Золотого кубка КОНКАКАФ 2017 року у США.
Наразі провів у формі головної команди країни 6 матчів, забивши 1 гол.
| Дата       | Місто    | Господарі      | Результат | Гості  | Турнір           | Голи | Примітки |
| ---------- | -------- | -------------- | --------- | ------ | ---------------- | ---- | -------- |
| 13-10-2015 | Едмонтон | Канада         | 1 – 1     | Гана   | товариський матч | -    | 46'      |
| 06-10-2016 | Марракеш | Мавританія     | 0 – 4     | Канада | товариський матч | -    | 64'      |
| 11-10-2016 | Марракеш | Марокко        | 4 – 0     | Канада | товариський матч | -    | 15'      |
| 11-11-2016 | Чхонан   | Південна Корея | 2 – 0     | Канада | товариський матч | -    |          |
| 22-03-2017 | Единбург | Шотландія      | 1 – 1     | Канада | товариський матч | 1    |          |
| Усього     |          | Матчів         | 5         |        | Голів            | 1    |          |